# 9540 Mikhalkov
9540 Mikhalkov este un asteroid din centura principală de asteroizi.

## Descriere
9540 Mikhalkov este un asteroid din centura principală de asteroizi. A fost descoperit pe 21 octombrie 1982 la Observatorul de Astrofizică din Crimeea de Liudmila Karacikina. El prezintă o orbită caracterizată de o semiaxă mare de 3,10 ua, o excentricitate de 0,14 și o înclinație de 2,6° în raport cu ecliptica.